# HD 209458
HD 209458 — зірка з екзопланетою, що обертається в сузір’ї Пегаса. Її видима зоряна величина становить 7,65, а абсолютна величина — 4,28. Оскільки вона розташована на відстані 157 світлових років (48 парсек) від Сонця, виміряної через паралакс, її не видно неозброєним оком. Про те за допомогою хорошого бінокля або невеликого телескопа її буде легко виявити. Система дрейфує ближче з геліоцентричною радіальною швидкістю −14,8 км/с.
Планета зорі є гарячим юпітером з позначенням HD 209458 b, та власною назвою Осіріс.